# Auguste Jean Ameil
Pour les articles homonymes, voir Famille Ameil et Ameil.
Auguste-Jean-Joseph-Gilbert Ameil, 1er baron Ameil et de l'Empire, connu sous le nom de Auguste Jean Ameil, né le 6 janvier 1775 à Paris et mort le 16 septembre 1822 à Saint-Maurice, était un militaire français qui combattit pendant la période de la Révolution et du Premier Empire, qui devint général de brigade en 1812.

## Biographie
Fils d'un avocat au parlement, il entra au service comme simple soldat d'infanterie, le 14 juillet 1789, parcourut successivement tous les grades de l'armée, et les a obtenus par ses actions d'éclat. Chef d'escadron en 1805 à l'armée de Hanovre, sous les ordres de Bernadotte, il fit ensuite les campagnes d'Allemagne, de Pologne et de Russie. Colonel du 24e régiment de chasseurs à cheval le 12 juin 1809, il est promu général de brigade le 21 novembre 1812.
En 1814, il donna son adhésion à l'abdication de Napoléon, et sollicita ou accepta les faveurs des Bourbons. Créé chevalier de Saint-Louis, il accompagna le comte d'Artois (futur Charles X) à Lyon, lorsque ce prince voulut s'opposer à la marche de Napoléon sur Paris, mais la défection générale des troupes obligea le comte d'Artois à retourner à Paris, et le baron Ameil se rangea sous les drapeaux de son ancien chef. Envoyé par Napoléon à Auxerre, il fut arrêté par ordre du roi, et de là transféré à la prison de l'Abbaye, à Paris : il y était encore lorsque Napoléon entra aux Tuileries.
Le général Ameil fut employé, au sortir de l'Abbaye, dans l'armée qui se formait alors. La journée de Waterloo ayant terminé cette courte campagne, le général Ameil adressa à Louis XVIII une lettre pour justifier sa conduite ; il n’en fut pas moins compris dans ceux que l'ordonnance de juillet traduisait devant un conseil de guerre ; il quitta aussitôt la France et se réfugia en Angleterre, puis en Hanovre et se disposait à passer en Suède pour se mettre sous la protection de Bernadotte.
Il fut arrêté à Lunebourg d'où il fut transféré à Hildesheim et déposé dans une prison d'État ; mis en jugement comme prévenu de haute trahison, le premier conseil de guerre de la première division le condamna à mort par contumace le 15 novembre 1816. Une ordonnance royale du 25 juin 1821 le déclara compris dans l'amnistie, accordée par la loi du 2 janvier 1816, pour les faits imputés au général Ameil, et il rentra immédiatement dans ses droits, titres, grades et honneurs.
Admis à la retraite le 24 octobre suivant, il mourut à Paris, le 16 septembre 1822.

## Mémoires
- Notes et documents, Paris, Librairie Historique F. Teissèdre, 1997 (1re éd. 1906-1907), 238 p. (ISBN 978-2912259042)[2].

## Décorations
- Légion d'honneur ;
  -  Chevalier de la Légion d'honneur, le 14 juin 1804.
  -  Officier de la Légion d'honneur, le 13 août 1809.
  -  Commandeur de la Légion d'honneur, le 29 juillet 1814.
  -  Grand officier de la Légion d'honneur, 16 septembre 1822, jour de son décès, non reçu.
- Chevalier de l'ordre royal et militaire de Saint-Louis en 1814.
- Chevalier de l'Ordre de Saint-Hubert de Bavière.
- Chevalier de l'Ordre de l'Épée de Suède.

## Titres
- Baron Ameil et de l'Empire, lettres patentes du 9 mars 1810 ;
- Donataire (revenus : 6 000 francs) sur Rome le 15 août 1809 ;

## Armoiries
| Figure | Blasonnement |
|        | Armes du baron Ameil et de l'Empire Écartelé : au 1, d'azur, à une harpe d'or; au 2 du quartier des Barons militaires de l'Empire ; au 3, de gueules, au centaure Sagittaire d'argent, la tête contournée, décochant une flèche vers senestre; au 4, de sinople, à un sauvage d'or, tenant une massue du même, posée sur son épaule., |

## Source
- « Auguste Jean Ameil », dans Charles Mullié, Biographie des célébrités militaires des armées de terre et de mer de 1789 à 1850, 1852 [détail de l’édition] ;
- Service Historique de l’Armée de Terre – Fort de Vincennes – Dossier S.H.A.T. Côte : 8 Yd 1 430.